# Бекард строкатий
Бекард строкатий (Pachyramphus albogriseus) — вид горобцеподібних птахів родини бекардових (Tityridae).

## Поширення
Вид поширений в Центральній і Південній Америці від Нікарагуа на південь до Перу та на схід до Венесуели. Його природні місця проживання- це субтропічні або тропічні сухі ліси та субтропічні або тропічні вологі гірські ліси.

## Підвиди
Таксон містить 5 підвидів:
- Pachyramphus albogriseus albogriseus Sclater, 1857
- Pachyramphus albogriseus coronatus Phelps & Phelps Jr, 1953
- Pachyramphus albogriseus guayaquilensis Zimmer, 1936
- Pachyramphus albogriseus ornatus Cherrie, 1891
- Pachyramphus albogriseus salvini Richmond, 1899